# Antônio Luiz Coimbra de Castro
Antônio Luíz Coimbra de Castro (Recife, 16 de março de 1932 — Brasília, 13 de agosto de 2004) foi um general-de-divisão médico do Exército Brasileiro.

## Biografia
Foi um general médico de Exército Brasileiro, paraquedista, força especial e membro da Defesa Civil do Brasil, idealizador da Política Nacional de Defesa civil no Brasil.  e autor de diversos artigos e livros relacionados a este assunto tendo obras publicadas em vários países.
Foi diretor e responsável pela ampliação do Hospital Central do Exército  no Rio de Janeiro e Diretor do Serviço de Saúde do Exército, implementando diversas reformas importantes no serviço de saúde militar.
Castro atuou como conferencista, instrutor, organizador e professor na Secretaria Nacional de Defesa Civil. É o idealizador dos cursos de formação e capacitação que a Sedec coloca em prática para difundir sua doutrina e técnicas. O empenho na proteção e na defesa da população ficam registrados na Política Nacional de Defesa Civil, livros, glossários e manuais, síntese dos conhecimentos indispensáveis ao dia-a-dia dos profissionais de defesa civil.
Em 29 de Março de 2016, em reconhecimento pelos excelentes serviços prestados ao Exército Brasileiro, o Comandante do Exército, atráves da portaria 285, resolveu conceder ao Destacamento de Apoio às Operações Especiais, hoje denominado Batalhão de Apoio às Operações Especiais, sediado em Goiania, a denominação histórica de "Batalhão General Antônio Luiz Coimbra de Castro".